# Socjalizacja pierwotna
Socjalizacja pierwotna – składowa procesu socjalizacji, zachodząca w grupie pierwotnej, najczęściej na obszarze rodziny. W socjalizacji pierwotnej na jednostkę mają wpływ znaczący inni, przeważnie rodzice i najbliżsi krewni. Charakteryzuje się ona silnym emocjonalnym oddziaływaniem znaczących innych na jednostkę. Reguły działania przyswaja ona na zasadzie naśladownictwa oraz w mniejszym stopniu poprzez werbalny przekaz symboliczny. Socjalizacja pierwotna kończy się w momencie pojawienia się uogólnionego innego. W tym momencie rozpoczyna się etap socjalizacji wtórnej.